# Штаремберг, Гундакер Томас

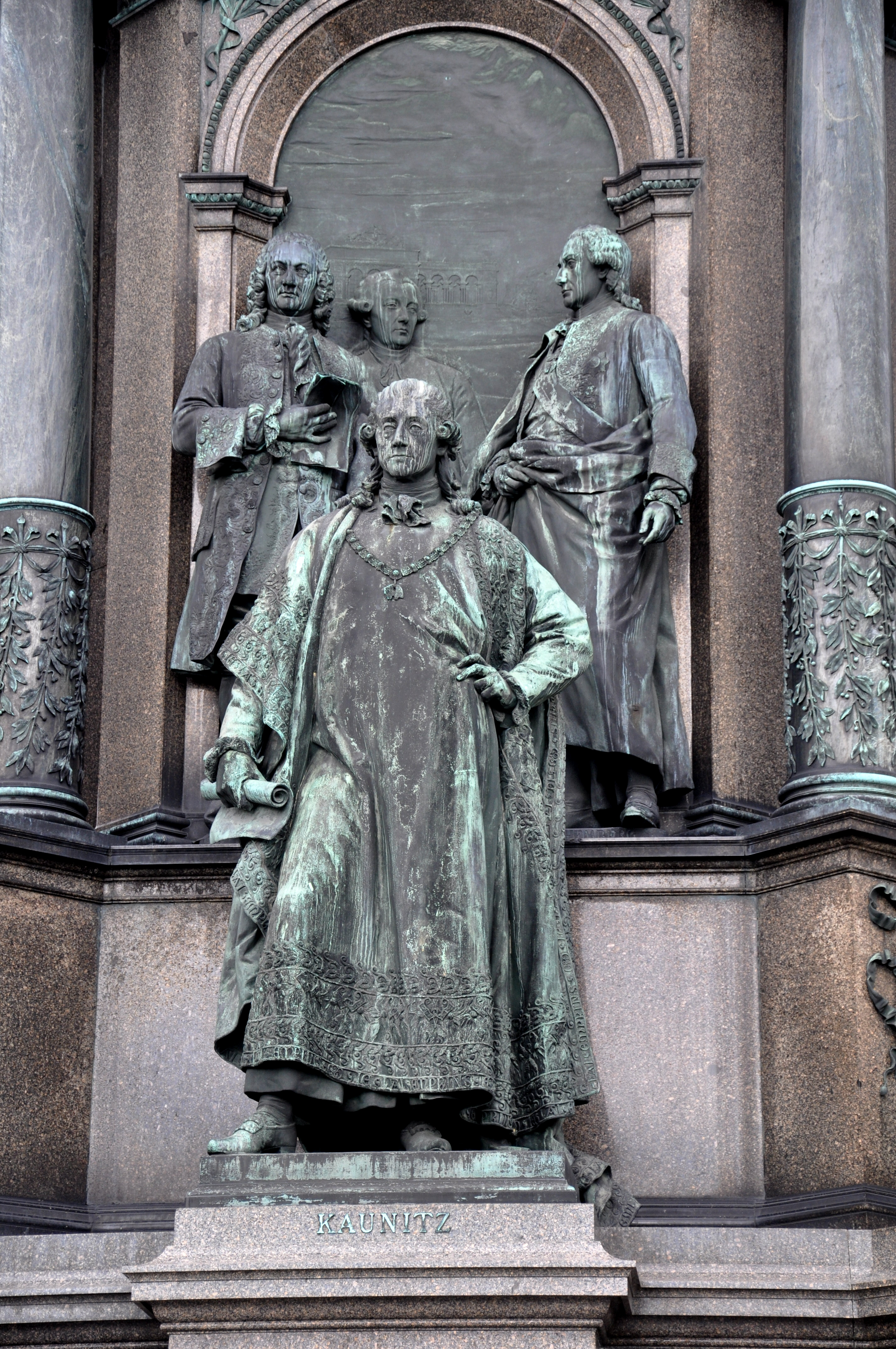
Фрагмент памятника императрице Священной Римской империи Марии Терезии. Штаремберг (вверху в центре) как один из 4 советников

Гундакер Томас фон Штаремберг (нем. Gundaker Thomas Starhemberg; 14 декабря 1663, Вена — 6 июня 1745, Прага) — имперский граф, австрийский государственный деятель, министр финансов Австрийской империи, президент Государственного совета.

## Биография
Представитель графского рода Штарембергов. Сводный брат фельдмаршала Эрнста Рюдигера фон Штаремберга и двоюродный брат Гвидо фон Штаремберга.
Первоначально намеревался стать духовным служителем, в 1682 году получил сан оломоуцкого каноника. Через два года по просьбе отца он должен был поступить в Папский германо-венгерский коллегиум, но понял, что не чувствует себя призванным к церковной службе. Переехал в Вену, стал казначеем, затем советником имперской судебной палаты.
В 1698—1700 годах — вице-президент Судебной палаты Австрийской империи. В 1703 году император Леопольд I назначил его президентом палаты (до 1715 г.). С 1706 по 1745 год был главой банковской министерской депутации (Präsident der Minirialbancodeputation), с 1712 года — член Государственного совета, с 1716 г. был его президентом.
Служил тайным советником при следующих императорах Иосифе I и Карле VI. Вернулся на службу в кризисный период после смерти Карла VI и предотвратил финансовый крах империи.
В 1705 году участвовал в создании первого государственного банка Австрии — Wiener Stadtbank.
Его достижения были отмечены орденом Золотого руна. Расширил свои владения за счёт умелого финансирования и покупки ряда поместий.

## Память
Увековечен на памятнике императрице Священной Римской империи Марии Терезии в Вене. Среди советников императрицы представлена статуя Гундакера Томаса фон Штаремберга.